# Wasiljewskoje (rejon szujski)
Wasiljewskoje (ros. Васильевское) – wieś (sieło) w Rosji, w obwodzie iwanowskim, w rejonie szujskim. W 2021 liczyła 1049 mieszkańców.